# 2-オキソイソ吉草酸デヒドロゲナーゼ (アシル化)
2-オキソイソ吉草酸デヒドロゲナーゼ (アシル化)（2-oxoisovalerate dehydrogenase (acylating)）は、バリン、ロイシン、イソロイシンの分解酵素の一つで、次の化学反応を触媒する酸化還元酵素である。
3-メチル-2-オキソ酪酸 + CoA + NAD+ {\displaystyle \rightleftharpoons } 2-メチルプロパノイルCoA + CO2 + NADH + H+
反応式の通り、この酵素の基質は3-メチル-2-オキソ酪酸とCoAとNAD+、生成物は2-メチルプロパノイルCoAとCO2とNADHとH+である。
組織名は3-methyl-2-oxobutanoate:NAD+ 2-oxidoreductase(CoA-methyl-propanoylating)で、別名に2-oxoisovalerate dehydrogenase, α-ketoisovalerate dehydrogenaseがある。